# Лешково (Сергиево-Посадский район)
Лешково — деревня в Сергиево-Посадском районе Московской области России, входит в состав сельского поселения Лозовское.

## Население
| 1859 | 1890 | 1899 | 1926 | 2002 | 2006 | 2010 |
| ---- | ---- | ---- | ---- | ---- | ---- | ---- |
| 188  | ↘151 | ↘81  | ↗153 | ↘63  | ↘59  | ↘48  |

## География
Деревня Лешково расположена на севере Московской области, в южной части Сергиево-Посадского района, на Ярославском шоссе М8, примерно в 42 км к северу от Московской кольцевой автодороги и 12 км к югу от железнодорожной станции Сергиев Посад.
В 13 км к юго-западу от деревни проходит Московское малое кольцо А107, в 19 км к северо-востоку — Московское большое кольцо А108, в 20 км к юго-востоку — Фряновское шоссе Р110, в 6 км к западу — пути Ярославского направления Московской железной дороги.
К деревне приписано три садоводческих товарищества (СНТ). Ближайшие населённые пункты — сёла Воздвиженское и Радонеж.

## История
В «Списке населённых мест» 1862 года Лешково (Новое) — владельческое сельцо 1-го стана Дмитровского уезда Московской губернии на Московско-Ярославском шоссе, в 40 верстах от уездного города и 12 верстах от становой квартиры, при прудах и колодцах, с 30 дворами и 188 жителями (97 мужчин, 91 женщина).
По данным на 1890 год — деревня Митинской волости Дмитровского уезда с 151 жителем.
В 1913 году — 23 двора.
По материалам Всесоюзной переписи населения 1926 года — деревня Рязанцевского сельсовета Сергиевской волости Сергиевского уезда Московской губернии в 8,5 км от станции Хотьково Северной железной дороги; проживало 153 человека (73 мужчины, 80 женщин), насчитывалось 28 крестьянских хозяйств.
С 1929 года — населённый пункт Московской области в составе:
- Воздвиженского сельсовета Сергиевского района (1929—1930)[14],
- Воздвиженского сельсовета Загорского района (1930—1963, 1965—1991)[15][16][17],
- Воздвиженского сельсовета Мытищинского укрупнённого сельского района (1963—1965)[16],
- Воздвиженского сельсовета Сергиево-Посадского района (1991—1994)[17],
- Воздвиженского сельского округа Сергиево-Посадского района (1994—2006)[18],
- сельского поселения Лозовское Сергиево-Посадского района (2006 — н. в.)[19][20].